# Brody Roybal
Brody Roybal, född 25 maj 1998 i Melrose Park, Illinois, är en amerikansk kälkhockeyspelare. Han har med amerikanska kälkhockeylaget vunnit guld vid två paralympiska vinter-OS.